# 魔進戰隊煌輝者VS龍裝者
《魔進戰隊煌輝者VS龍裝者》（日语：魔進戦隊キラメイジャーVSリュウソウジャー），是日本《超級戰隊系列》於2021年推出的VS劇場版（V-Cinext），其中包括《魔進戰隊煌輝者》和《騎士龍戰隊龍裝者》的演員陣容，兩大戰隊夢幻共演。將於2021年4月29日在日本影院上映，並於2021年8月4日在DVD和Blu-ray上發行。

## 本作特色
- 本作為《魔進戰隊煌輝者》和《騎士龍戰隊龍裝者》的聯動劇場版[2]。為東映VS系列第27作目。2021年4月29日開始於日本部分電影院期間上映。
- 本作的時間線為《騎士龍戰隊龍裝者》本篇最終話以後、《魔進戰隊煌輝者》本篇第26-27話之間。
- 本作不是用以往的同色組合，而是用個性相同的角色組合。如：煌輝黃和龍裝藍（智能戰士）、煌輝藍和龍裝黑（冷酷戰士）、煌輝銀和龍裝金（追加戰士）。僅紅色（隊長）、綠色（神速戰士）和粉色（美女戰士）使用同色組合，但綠色首次男女搭檔。
- 本作的拍攝是在煌輝者TV版殺青後。
- 本作繼《獸電戰隊強龍者 VS Go Busters 恐龍大決戰！ 再見永遠的朋友啊》後，第二次在戰隊VS系列中製作原創主題曲。
- 本作繼《天裝戰隊護星者VS真劍者 Epic on 銀幕》後，第二次出現前作的戰隊成員於VS系列中獲得了新的全體強化裝備。

## 故事概要
某日接上傳出了觀眾進入一間剛開幕的電影院後就突然音信全無的消息。這期間，同時也發生了感測到約頓反應卻又瞬間消失的事情，為朝等人注意到整件事和街訪傳言可能有關係，因此展開調查。 
這全部都是約頓軍的約頓娜所設下的陷阱，為了收集黑闇能量，將包含了龍裝者和瑪布席娜在內的人們都關在電影的世界裡。
向和煌輝者們雖然和約頓軍進行戰鬥，但是連他們也被關進電影的世界裡。
在約頓軍由約頓娜當任製作人及導演負念魔當任導演之下，由煌輝者及龍裝者作為主演的黑闇電影致製作中。

## 登場人物

### 《魔進戰隊煌輝者》
- 熱田充瑠 / 煌輝紅 -小宮璃央

被紅色煌輝石所認可的戰士，以閃耀為主戰鬥。
個性熱血又謙虛且勇敢毫不無懼的高中少年戰士。
本身是名喜歡畫畫的高中生，同時也是「擁有超乎常人想像力的高中生」。
在戰鬥中，當他進入「靈光閃現」那種充滿想像力的領域時就會釋放出不輸於他人的光輝。
- 射水為朝 / 煌輝黃 -木原瑠生

被黃色煌輝石所認可的戰士，以射擊為主戰鬥。
本身是名超級厲害的遊戲玩家，同時也是「電子競技界的常勝冠軍」。
在戰鬥中，展現出了「靈活的槍法」和「百發百中的射擊技術」。
- 速見瀨奈 / 煌輝綠 -新條由芽

被綠色煌輝石所認可的戰士，以速度為主戰鬥。
個性開朗笑容靦腆的運動少女戰士，擁有旺盛的好奇心，常不考慮後果就直接執行。
本身是名速度極快的田徑運動員，同時也是「日本100公尺賽跑的紀錄保持人」。
在戰鬥中，利用「高速攻擊」來玩弄敵人。
- 押切時雨 / 煌輝藍 -水石亞飛夢

被藍色煌輝石所認可的戰士，以斬擊為主戰鬥。
個性冷酷並且頭腦清晰的文武雙全的多面派青年戰士。
本身是名家喻戶曉的動作演員，同時也是「高人氣的帥哥明星」。
在戰鬥中，使用擅長的「劍術」及強烈的劍斬殺敵人。
- 大治小夜 / 煌輝粉 -工藤美櫻

被粉紅色煌輝石所認可的戰士，以合氣道為主戰鬥，亦擅於治療。
個性穩重又可靠的年輕女戰士，以「萌」還是「不萌」為基準來判斷任何事物，但也有稍微偏頗的部份。
本身是名手術高超的外科醫生，同時也是「備受矚目的美女醫生」。
在戰鬥中，展示了擅長的「合氣道」的卓越戰鬥技能。
- 克里斯塔利亞寶路 / 煌輝銀 -庄司浩平

克里斯塔利亞的王子，歐拉丁王和瑪巴尤涅王妃的養子，瑪布席娜的哥哥，博多南無鈴的親哥哥。
擁有驚奇的力量和技能的力之戰士。同時是名寶物獵人，找尋4顆「許願寶石」。
在戰鬥中，憑神秘的「怪力」對敵人作出多種奇襲。

### 《騎士龍戰隊龍裝者》
- 向 / 龍裝紅 -一之瀨颯

為天生擁有戰士才能的龍裝族青年。擁有旺盛好奇心、無所畏懼且開朗的性格。戰鬥時毫不畏懼，勇猛善戰。
初登場時為划著自己製造的筏子遊歷世界，並划回日本與正在繪畫中的充瑠相遇。但因為標註了自己與其他同伴集合點的地圖被水弄壞，故此請充瑠為他帶路。
兩人到達地圖所示目的地時遇見其他煌輝者們，得知其他同伴都被電影邪面吸進電影內，並協助了煌輝者一同迎擊突然出現的貝恰特，但還是被電影邪面送到校園劇場景內。
於校園劇場景期間與充瑠行動，並鼓勵充瑠放棄過度的思考而全力享受拍攝期間的樂趣，從而成功創造出精彩歌舞感動了電影邪面，成功搶走他的場記板將包括其他4部電影場景的所有人救回現實世界。
在兩隊人馬為了救援被挾持的瑪布席娜時因不能變身而被時代劇導演負念魔壓制，其後阿乙帶來了龍裝變身器及龍裝劍而能夠變身，更得到煌輝紅的靈光閃耀協助下使用煌輝魂強化變身為煌輝龍裝紅，並一同擊倒了電影邪面。在電影邪面吸收了所有負恐魔而巨大化時利用了藍鑽石具現了已經戰死的拍檔暴龍並直接合體成騎士龍王五騎士擊敗了電影負念魔。
於最後結局答應了充瑠會介紹給他的同伴給充瑠認識。
- 諦人 / 龍裝藍 -綱啓永

龍裝族的藍髮少年騎士，性格方面亦不願認輸，只要見過一次就不會忘記。同樣，面對輸過一次的對手，就不會再輸第二次。話雖如此，但對於初次見到的事很怯弱，有時還會在實戰中靜觀戰況。
初登場時已被電影邪面送到賭博劇場景內飾演荷官，其後與為朝相遇，聰明的兩人亦於佯裝對賭期間交換情報以等待反擊機會。但因賭博劇導演負念魔突然修改劇情，結果兩人反遭貝恰特追殺，直到阿向於校園劇場景搶走場記板並打板後才得以返回現實世界
在兩隊人馬為了救援被挾持的瑪布席娜時因不能變身而被賭博劇導演負念魔壓制，其後阿乙帶來了龍裝變身器及龍裝劍而能夠變身，更得到龍裝紅使用的煌輝魂強化變身為煌輝龍裝藍，並與煌輝黃一同擊倒了賭博劇導演負念魔。在電影邪面吸收了所有負恐魔而巨大化時利用了藍鑽石具現了已經戰死的長劍三角龍並直接合體成騎士龍王五騎士擊敗了電影負念魔。
於最後結局表示因電影的關係對荷官角色產生興趣，並決定下次向阿乙表演更多荷官的發牌手段。
- 明日奈 / 龍裝粉紅 -尾碕真花

於龍裝族中一個高貴的家庭出身，擁有能夠看穿事物本質的直感，卻不太會看發言的時機，有時還會有誤打誤撞的好運氣。
初登場時已被電影邪面送到女性劇場景內飾演女混混頭目，其後與小夜相遇之餘更1拳擊破牆壁而嚇壞小夜，只是小夜輕鬆的化解了她的攻擊，故此清醒起來並懇求小夜教她化解方式，從而希望轉教給龍裝族的其他小孩子。但因女性劇導演負念魔突然修改劇情，結果兩人反遭她們的手下反攻，直到阿向於校園劇場景搶走場記板並打板後才得以返回現實世界。
在兩隊人馬為了救援被挾持的瑪布席娜時因不能變身而被賭博劇導演負念魔壓制，其後阿乙帶來了龍裝變身器及龍裝劍而能夠變身，更得到龍裝紅使用的煌輝魂強化變身為煌輝龍裝粉紅，並與煌輝粉紅一同擊倒了女性劇導演負念魔。在電影邪面吸收了所有負恐魔而巨大化時利用了藍鑽石具現了已經戰死的粉紅甲龍並直接合體成騎士龍王五騎士擊敗了電影負念魔。
於最後結局邀請了小夜參加龍裝族的祭典，從而有更多的文化交流。
- 飛羽 / 龍裝綠 -小原唯和

在速度方面不輸給任何人，但由於他是個溫柔的平和主義者，所以不太能百分百發揮自身的能力。仰慕著作為哥哥的萬羽，只要是哥哥的話都會聽進去。
初登場時已被電影邪面送到動作劇場景內飾演江洋大盜，其後與瀨奈相遇時兩人因劇情關係而進行了追逐戰。但因動作劇導演負念魔突然修改劇情，結果故事變成兩人反被貝恰特們追捕，直到阿向於校園劇場景搶走場記板並打板後才得以返回現實世界。
在兩隊人馬為了救援被挾持的瑪布席娜時因不能變身而被賭博劇導演負念魔壓制，其後阿乙帶來了龍裝變身器及龍裝劍而能夠變身，更得到龍裝紅使用的煌輝魂強化變身為煌輝龍裝綠，並與煌輝綠一同擊倒了動作劇導演負念魔。在電影邪面吸收了所有負恐魔而巨大化時利用了藍鑽石具現了已經戰死的長槍龍虎並直接合體成騎士龍王五騎士擊敗了電影負念魔。
於最後結局表示因龍裝族有祭典舉行，故此所有人才於電影院集合，並邀請了瀨奈等人參與祭典。
- 萬羽 / 龍裝黑 -岸田達也

作為戰士很有實力，因為他不太會表露出感情，所以就算是面對最重要的弟弟．飛羽也不怎麼親切。
初登場時已被電影邪面送到時代劇場景內飾演威風劍士，其後與時雨相遇時兩人將劇中其他敵人擊倒後開始決鬥。但因時代劇導演負念魔突然修改劇情，結果兩人遭一群忍者突擊，直到阿向於校園劇場景搶走場記板並打板後才得以返回現實世界。
在兩隊人馬為了救援被挾持的瑪布席娜時因不能變身而被賭博劇導演負念魔壓制，其後阿乙帶來了龍裝變身器及龍裝劍而能夠變身，更得到龍裝紅使用的煌輝魂強化變身為煌輝龍裝黑，並與煌輝藍一同擊倒了時代劇導演負念魔。在電影邪面吸收了所有負恐魔而巨大化時利用了藍鑽石具現了已經戰死的長槍龍虎並直接合體成騎士龍王五騎士擊敗了電影負念魔。
於最後結局對時雨邀請出演電影一事表示婉拒。
- 金瀧 / 龍裝金 -兵頭功海

海之龍裝族後裔。為了族裔下代而一直進行著求偶活動以覓得良偶，但似乎都是失敗居多。
初登場時與阿乙兩兄妹因為遲到，結果沒有被吸進電影邪面的電影場景，並為被擊倒的寶路擋下了約頓娜的攻擊。怎料他竟然對約頓娜產生興趣並向她表白，結果不但讓寶路及阿乙當場傻眼，更慘遭約頓娜擊倒。
後來得寶路協助下暫時來到CARAT，並得知其他同伴遭電影邪面吸入電影場景內，故此與寶路一同再次回到電影院救回其他同伴，出乎意料的是戰鬥期間感覺約頓娜美麗的臉孔下仍然有極度污穢的靈魂而表示不會選擇她作為其新娘。
在兩隊人馬為了救援被挾持的瑪布席娜而苦戰時來到現場支援，其後阿乙帶來了猛者變身槍及猛者長劍而能夠變身，與煌輝銀嘗試救出瑪布席娜時因迦魯薩亂入戰事而迎擊他。雖然兩人成功擊退了迦魯薩，但最終還是遭約頓娜擊倒收場。
於最後結局因為約頓娜的打擊而沒精打采，但亦明白他需要找尋的是真實的美麗，故此他的下一個追求目標是------瑪布席娜！

### 本作登場人物
電影邪面
闇黑電影的世界誕生的邪面師，打響手上的場記板，能夠招待人們進入闇黑電影的世界，並將人們限制在闇黑電影的世界
闇黑電影的總監，聽從約頓娜的命令，雖然青春純愛電影想親自導戲，因為製作人約頓娜的命令，在現實與自己的創作上煩惱矛盾，慢慢地與約頓娜的關係惡化。
後來與所有導演負念魔合體，最後被煌輝者與龍裝者給殲滅。
導演負念魔
3天前克雷翁被約頓娜強踩而導致克雷翁的液體噴到電影邪面而誕生的負念魔。因為是由邪面師體內誕生的負念魔，個體也是很強的。兩手手持擴音器及場記板。骷顱頭電影類型的負念魔，總共四體在個別的闇黑電影擔任監督。
時代劇導演負念魔
執導萬羽和時雨演出的時代劇電影的導演
女性劇導演負念魔
執導明日奈和小夜演出的女性劇電影的導演
動作劇導演負念魔
執導飛羽和瀨奈演出的動作劇電影的導演
賭博劇導演負念魔
執導諦仁和為朝演出的賭博劇電影的導演
電影負念魔
電影邪面對於電影純粹的思念因而感情暴走，吸收了導演負念魔而巨大化。

## 戰力
煌輝魂
充瑠的想像力並畫於素描本中煌輝裝龍裝紅，進而讓紅龍魂變化而成的龍裝魂。
煌輝裝龍裝者
在龍裝劍置入煌輝魂變身的龍裝者。

## 演員、配音

### 演員
- 熱田充瑠 / 煌輝紅（聲） - 小宮璃央（台配：賴緯）
- 射水為朝 / 煌輝黃（聲） - 木原瑠生（台配：王辰驊）
- 速見瀨奈 / 煌輝綠（聲） - 新條由芽（台配：林筱玲）
- 押切時雨 / 煌輝藍（聲） - 水石亞飛夢（台配：歐祖豪）
- 大治小夜 / 煌輝粉紅（聲） - 工藤美櫻（台配：雷碧文）
- 克里斯塔利亞寶路 / 煌輝銀（聲）- 庄司浩平（台配：孟慶府）
- 向 / 龍裝紅（聲） - 一之瀨颯（台配：賈文安）
- 諦仁 / 龍裝藍（聲） - 綱啓永（台配：鈕凱暘）
- 明日奈 / 龍裝粉紅（聲） - 尾碕真花（台配：林筱玲）
- 飛羽 / 龍裝綠（聲） - 小原唯和（台配：歐祖豪）
- 萬羽 / 龍裝黑（聲） - 岸田達也（台配：孟慶府）
- 金瀧 / 龍裝金（聲） - 兵頭功海（台配：鈕凱暘）
- 乙姬 - 田牧空（台配：雷碧文）
- 博多南無鈴 - 古坂大魔王（台配：賈文安）
- 邪頓娜 - 桃月梨子（台配：雷碧文）

### 配音
- 魔進消防車 - 鈴村健一（台配：歐祖豪）
- 魔進挖土機  - 岩田光央（台配：賴緯）
- 魔進綠超跑  - 赤羽根健治（台配：鈕凱暘）
- 魔進噴射機  - 大河元氣（台配：王辰驊）
- 魔進直升機  - 長久友紀（台配：林筱玲）
- 希娜公主 - 水瀨祈（台配：林筱玲）
- 加魯薩 - 中村悠一（台配：王辰驊）
- 克蘭修 - 高戶靖廣（台配：歐祖豪）
- 電影邪面 - 武內駿輔（台配：孟慶府）
- 動作導演負念魔 - 水島裕（台配：鈕凱暘）
- 克雷翁 - 白石涼子（台配：雷碧文）

## 製作團隊
- 原作 - 八手三郎
- 劇本 - 下亞友美
- 導演、動作導演 - 坂本浩一
- 音樂 - 松本淳一、吉川清之
- 發行 - 東映
- 製片 - 塚田英明、丸山真哉、望月卓、高橋一浩

## 音樂

### 主題曲
「キラフルパーティー de キラケボーン」（閃亮派對de閃耀Keborn）
歌：大西洋平、出口たかし、幡野智宏、Sister MAYO
同時也是劇中的插曲

### 插曲
「魔進戦隊キラメイジャー」（魔進戰隊煌輝者）
作詞：藤林聖子 / 作曲・編曲：KoTa / 歌：大西洋平
「騎士竜戦隊リュウソウジャー」（騎士龍戰隊龍裝者）
作詞：マイクスギヤマ / 作曲：園田健太郎 / 編曲：甲田雅人 / 歌：幡野智宏
「キラメイ☆ACTION!!」（煌輝☆行動吧!!）
作詞、作曲、編曲：YOFFLY / 歌：サイキッタラバー

## 外部連結
- 魔進戰隊煌輝者VS龍裝者官方網站 （页面存档备份，存于）